# Carios galapagensis
Carios galapagensis är en fästingart som beskrevs av Kohls, Clifford och Harry Hoogstraal 1969. Carios galapagensis ingår i släktet Carios och familjen mjuka fästingar. Inga underarter finns listade.